# Cymbiola nivosa
Cymbiola nivosa is een slakkensoort uit de familie van de Volutidae. De wetenschappelijke naam van de soort is voor het eerst geldig gepubliceerd in 1804 door Lamarck.